# 유림동
유림동(柳林洞)은 경기도 용인시 처인구의 행정동이다. 법정동인 유방동과 고림동을 관할하고 있으며 유림동이란 이름은 유방동의 앞글자와 고림동의 뒷글자를 합쳐 지은 것이다. 한편 유방동은 유곡과 방축의 합성이며, 고림은 고진과 임원의 합성이다. 여기서 임원은 숲원, 수본 등으로 불렸다고 전해진다.

## 연혁
- 1914년 3월: 용인군 수여면
- 1939년 3월: 용인군 용인면으로 개칭.
- 1979년 5월: 용인읍으로 승격.
- 1996년 3월: 용인시 승격으로 유방동과 고림동을 통합하여 유림동으로 개칭.
- 1998년 12월: 유림동 청사 신축.
- 2025년 7월: 유림1동과 유림2동으로 분동.

## 인구

유림동 연령별 인구구조

2014년 말 기준으로 인구는 32,760명으로 조사되었다.

## 아파트
| 단지명                            | 건설사         | 시행사                  | 주소                                  | 입주        | 비고 |
| --------------------------------- | -------------- | ----------------------- | ------------------------------------- | ----------- | ---- |
| 용인 보평역 서희스타힐스 리버파크 | 서희건설       | 용인보평역 지역주택조합 | 처인구 한터로 55-30 (유방동)          | 2024년 3월  |      |
| 보평마을 삼정그린뷰               | ㈜삼정건설     | ㈜대신산업개발          | 처인구 금어로 74 (고림동)             | 2004년 4월  |      |
| 힐스테이트 용인둔전역             | 현대건설       | ㈜하나자산신탁 ㈜지알디 | 처인구 금어로 46 (고림동)             | 2024년 1월  |      |
| 힐스테이트 용인고진역 1단지       | 현대엔지니어링 | ㈜엠이에이치            | 처인구 고림로162번길 15 (고림동)      | 2024년 8월  |      |
| 힐스테이트 용인고진역 2단지       | 현대엔지니어링 | ㈜엠이에이치            | 처인구 고림로162번길 39 (고림동)      | 2024년 8월  |      |
| 임원마을 영화아이닉스             | 영화건설㈜     | 영화건설㈜              | 처인구 경안천로256번길 47-16 (고림동) | 2002년 6월  |      |
| 금평마을 영화아이닉스             | 영화건설㈜     | 영화건설㈜              | 처인구 금어로 102 (고림동)            | 2003년 12월 |      |
| 수포마을 인정프린스 2차           | 인정건설㈜     | 인정건설㈜              |                                       |             |      |
| 예진마을 피렌체빌리지 1단지       | 인정건설㈜     | 인정건설㈜              |                                       |             |      |
| 예진마을 피렌체빌리지 2단지       | 인정건설㈜     | 인정건설㈜              |                                       |             |      |
| 예진마을 피렌체빌리지 3단지       | 인정건설㈜     | 에이스건설㈜            | 처인구 한터로152번길 62 (고림동)      | 2003년 7월  |      |
| 양우내안애 에듀파크               | 양우건설       | 에코이씨㈜              |                                       |             |      |
| 양우내안애 에듀퍼스트             | 양우건설       | ㈜에이치포              |                                       |             |      |
| 양우내안애 더 센트럴              | 양우건설       | 경안개발㈜              |                                       |             |      |

## 법정동
- 고림동(古林洞)
- 유방동(柳防洞)